# Acanthus austromontanus
Acanthus austromontanus är en akantusväxtart som beskrevs av Vollesen. Acanthus austromontanus ingår i släktet akantusar, och familjen akantusväxter. Inga underarter finns listade i Catalogue of Life.